# 索南·托杰·多吉
拉加·索南·托杰·多吉（Raja Sonam Topgay Dorji，宗喀語：སྟོབས་རྒྱས་རྡོ་རྗེ་，威利：stobs-rgyas rdo-rje），1896年—1953年），不丹政治人物，多吉家族成员。

## 生平
索南·托杰·多吉是原不丹首席部长乌颜·多吉之子。1917年，他继其父出任首席部长之职，并成为了不丹首任国王乌颜·旺楚克的亲信之一。不丹第二任国王吉格梅·旺楚克继任后，他继任担任首席部长。1953年9月，索南·托杰·多吉在印度噶伦堡的不丹屋去世。

## 家庭
- 妻：马攸木·琼英·旺姆·多吉是锡金国王图多南嘉之幼女[3][4][5]
- 长子：吉格梅·多吉（Jigme Dorji），继其父任不丹首相
- 次子：乌颜仁波切（Ugyen Rimpoche）[6][7]
- 幼子：伦杜普·多吉（Lhendup Dorji），曾代理不丹首相
- 长女：扎西·多吉（Tashi Dorji），原东不丹长官[3]
- 幼女：格桑却登（Kesang Choden），不丹第三任国王吉格梅·多吉·旺楚克王后，现为不丹太王太后